# Boris Savinkov

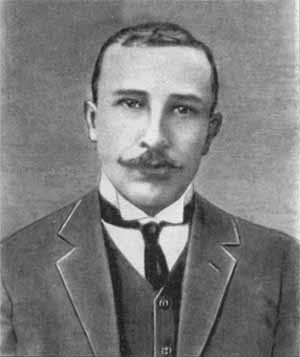
Boris Savinkov

Boris Viktorovitsj Savinkov (Russisch: Борис Викторович Савинков) (Charkov (Oekraïne), 19/31 januari 1879 - Moskou, 13 mei 1925), was een Russisch sociaal-revolutionair staatsman en terrorist.
Hij sloot zich in 1902 aan bij de Sociaal-Revolutionaire Partij. Hij richtte de Strijdersgroep op binnen de partij. De Strijdersgroep was verantwoordelijk voor tal van terroristische aanslagen, onder andere op prominente politici, zoals de gouverneur van Moskou, grootvorst Sergej Aleksandrovitsj (oom van de tsaar) en op minister van Binnenlandse Zaken Vjatsjeslav von Plehve. Savinkov bezocht in die tijd regelmatig de spirituele salon van de schrijfster Zinaida Hippius.
Gedurende de Eerste Wereldoorlog steunde Savinkov de Russische regering in de oorlog tegen de Duitsers en behoorde hij tot de zogenaamde 'sociaal-patriotten'.
Na de Februarirevolutie van 1917 was Savinkov enige tijd onderminister van Oorlog, maar bleek niet geheel betrouwbaar, omdat hij samen met generaal Lavr Kornilov tegen de Voorlopige Regering en premier Kerenski complotteerde. Na de mislukte staatsgreep van Kornilov werd Savinkov afgezet. Na de Oktoberrevolutie (1917) keerde hij zich tegen de bolsjewieken (communisten) van Lenin en raakte weer bij en complot betrokken, nu gericht tegen de bolsjewistische regering. Medio 1918 vluchtte hij naar Zuid-Rusland waar hij de militaire organisatie oprichtte, die financiële steun ontving van de rechtervleugel van de Sociaal Revolutionaire Partij. Na de Russische Burgeroorlog vestigde hij zich in Polen. Vanuit Polen opereerden zijn groene benden (voortzetting van de militaire organisatie) tegen de communistische Sovjetregering en trachtte zij via terroristische aanvallen het regime te verzwakken teneinde het Sovjetbewind ten val te brengen.
Begin jaren twintig vertrok Savinkov naar Frankrijk waar hij zich vestigde. Door de Russische GPOe (geheime politie) werd hij onder valse voorwendselen naar de Russische grens gelokt waar hij werd gearresteerd. Hij werd in 1924 tot tien jaar gevangenisstraf veroordeeld. Later maakten de Russische autoriteiten bekend dat Savinkov zich had verzoend met de Sovjetregering. In 1925 pleegde hij in de gevangenis zelfmoord. Na zijn zelfmoord dook er een brief op waarin hij aangaf dat hij de communistische regering erkende en dat hij zich met de communisten had verzoend. Hoewel de brief volgens zijn zoon in Savinkovs handschrift is geschreven, betwijfelt men sterk of de brief van hem afkomstig is, en zo ja, of hij de brief vrijwillig heeft geschreven.
Zijn zoons waren actief in de anticommunistische Russische emigrantenwereld in Parijs. In 1933 richtte een van hen, Lev Savinkov, de nationaal-bolsjewistische Beweging (URNB) op, een anticommunistische extreemlinkse en nationalistische Russische beweging die de omverwerping van het communistische regime in Moskou nastreefde.